# Richard Burns Rally
Richard Burns Rally е компютърна игра, излязла на пазара през септември 2004. Тя представлява рали симулатор с едно от най-реалистичните, но също така и едно от най-трудните, управления. Има няколко режима на игра: Rally school, Quick Rally, Rally Season и Richard Burns Challenge. Недостатък на играта е наличието на малко модели автомобили, но въпреки това понякога е определяна като едно от най-добрите ралита, създавани някога.